# Günter Katzenberger

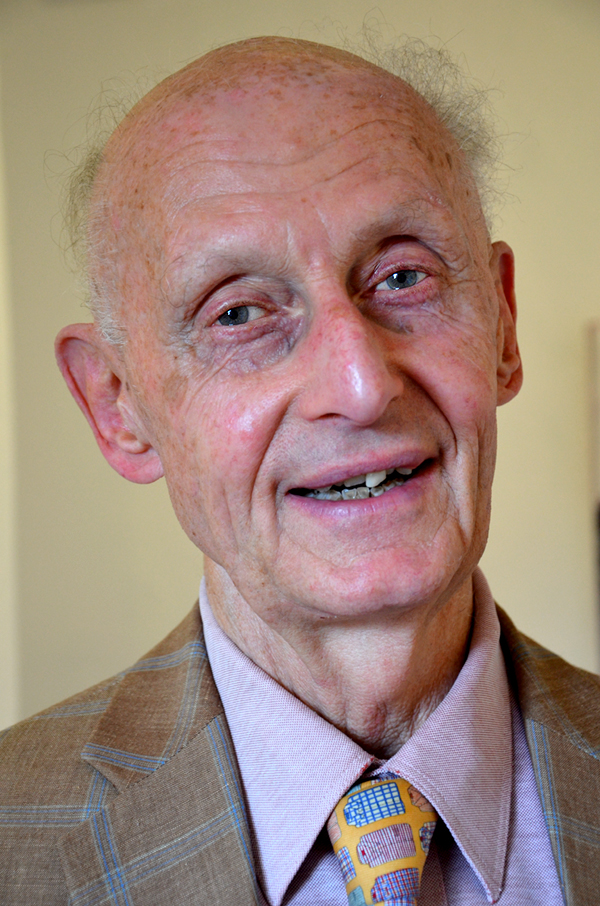
Günter Katzenberger 2014 auf Schloss Marienburg

Günter Katzenberger (* 25. Mai 1937 in Bad Kissingen; † 28. Dezember 2020 in Hannover) war ein deutscher Musiker, Musikwissenschaftler, Dirigent, Gymnasial- und Hochschullehrer, Professor für Historische Musikwissenschaft an der Hochschule für Musik, Theater und Medien in Hannover sowie Sachbuchautor und Herausgeber.

## Leben

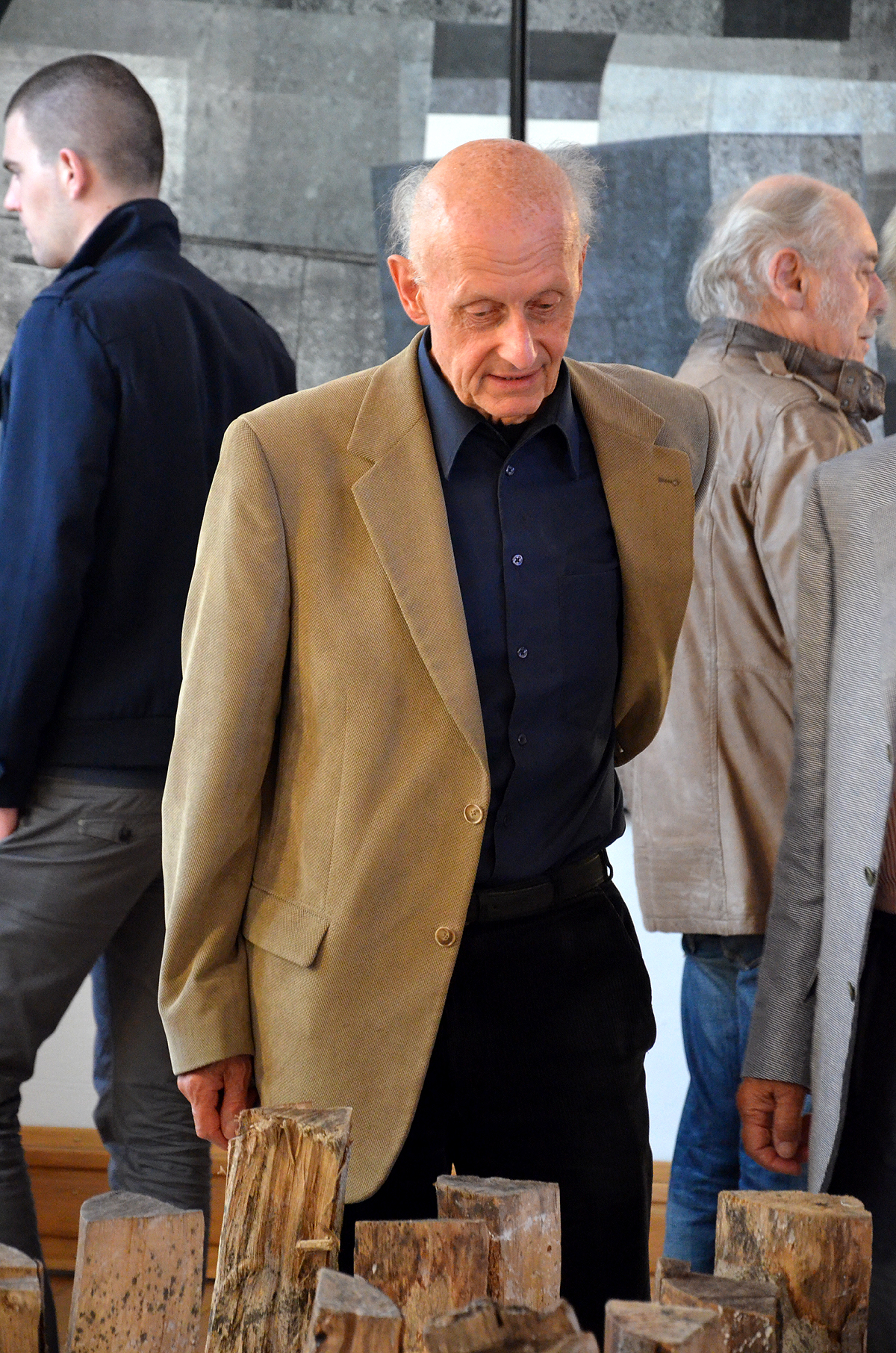
Katzenberger auf der Vernissage einer Retrospektive des Künstlers János Nádasdy 2014 auf Schloss Landestrost

Günter Katzenberger studierte zunächst in München an der dortigen Hochschule für Musik und Theater Schulmusik (mit einem daran anschließenden Referendariat) sowie Musikwissenschaft, Philosophie und Neuere Geschichte. In München wurde er 1957 Mitglied des Akademischen Gesangvereins im Sondershäuser Verband. Anschließend studierte er unter anderem bei den Professoren Wilhelm Fischer, Erich Valentin und Hans Zingerle in Innsbruck an der dortigen Universität, wo er über Historische Musikwissenschaften promovierte sowie seine Konzertreifeprüfung im Dirigieren ablegte. In Innsbruck gehörte er seit 1962 zu den Gründungsmitgliedern der dortigen Akademisch-Musischen Verbindung im Sondershäuser Verband.
Ab 1963 lehrte Katzenberger an verschiedenen Gymnasien in München und Mühldorf am Inn, führte parallel dazu Konzerte auf als Kammermusiker, Liedbegleiter und Orchesterleiter.
Ab 1970 lehrte Günter Katzenberger an der Hochschule für Musik, Theater und Medien Hannover (HMTM Hannover), wurde dort 1973 – in Kombination mit Musikpädagogik – zum Professor für Historische Musikwissenschaft berufen und ging zeitgleich Lehraufträgen an der Universität Hildesheim sowie an der Universität Bremen nach. 1976 übernahm er zudem in Vertretung eine Honorarprofessur in dem Fach Musikwissenschaft an der Gottfried Wilhelm Leibniz Universität Hannover.
Bis zu seiner Emeritierung im Jahr 2002 leitete Katzenberger langjährig den Hannoverschen Künstlerverein als dessen Vorsitzender und war parallel dazu auch Stellvertretender Vorsitzender der Hannoverschen Gesellschaft für Neue Musik.
Neben verschiedenen Beiträgen in der Enzyklopädie Die Musik in Geschichte und Gegenwart (MGG) sowie in dem Werk Das Händel-Lexikon veröffentlichte Günter Katzenberger in zahlreichen Schriften.
Katzenberger war verheiratet und hatte zwei Söhne.

## Schriften
- Instrumente, Klänge, Strukturen. Ein Taschenbuch zur gleichnamigen Sendereihe von Siegfried Behrend, mit Zeichnungen von Karl Schilling. Schroedel, Hannover 1972, ISBN 3-507-08302-7.
- Günter Katzenberger (Hrsg.): Heinrich Sievers zum 70. Geburtstag / in Verbindung mit Richard Jakoby. Schneider, Tutzing 1978, ISBN 3-7952-0261-2.
- als Hrsg., Katharina Hottmann (Bearb.): „Unser Hof ist ein sehr starker Gott …“ Hannovers Oper um 1850 im Spannungsfeld zwischen Künstlern, König und Hofbeamten. Mit zahlreichen unveröffentlichten Dokumenten und Briefen von Heinrich Marschner und anderen. Die Personalakte Heinrich Marschners aus dem Theatermuseum Hannover (= Prinzenstraße. Doppelheft 13). 1. Auflage. Niedersächsische Staatstheater Hannover in Kooperation mit dem Theatermuseum und -Archiv, Hannover 1988, ISBN 3-931266-12-5.
- als Hrsg.: Was hat die Französische Revolution für Musik und Ästhetik bewirkt? Beiträge zu einem Französisch-Deutschen Kolloquium im Mai 1989 an der Hochschule für Musik und Theater Hannover anlässlich des „Bicentenaire de la Révolution Française“. Hochschule für Musik und Theater Hannover, Hannover [1989], DNB 946280126.
- mit Hans-Olaf Meyer-Grotjahn (Red.): Sofia Gubaidulina. Eine Hommage zum 60. Geburtstag, hrsg. von der Hannoverschen Gesellschaft für Neue Musik e.V. (HGNM). HGNM, Hannover 1991.
  - Neuauflage: Pfau, Saarbrücken 2000, ISBN 3-89727-120-6.
- Hinrich Bergmeier, Günter Katzenberger (Hrsg.): Kulturaustreibung. Die Einflussnahme des Nationalsozialismus auf Kunst und Kultur in Niedersachsen. eine Dokumentation zur gleichnamigen Ausstellung der Hannoverschen Gesellschaft für Neue Musik in Zusammenarbeit mit dem Sprengel-Museum Hannover und dem Niedersächsischen Landesmuseum Hannover im Forum des Landesmuseums vom 7. September bis 28. Oktober 1993. Dölling und Galitz, Hamburg 1993, ISBN 3-926174-70-6, S. 55 u.ö. (Vorschau über Google-Bücher)
- als Hrsg.: Reinhard Febel. Beiträge zu seinem musikalischen Schaffen. Ricordi, Feldkirchen 1994, ISBN 3-9803090-4-5.
- mit Arnfried Edler (Hrsg.): Denken und Sprechen als Weg zur Musik. Beiträge zur Musikgeschichte (= IfMpF-Monographie. Band 8). Institut für Musikpädagogische Forschung der Hochschule für Musik und Theater, Hannover 2003, ISBN 3-931852-64-4.
- mit Wolfgang Horn (Hrsg.): Musik zwischen Mythologie und Sozialgeschichte. Ausgewählte Aufsätze aus den Jahren 1972 bis 2000 (= Publikationen der Hochschule für Musik und Theater Hannover. Band 13). Wißner, Augsburg 2003, ISBN 3-89639-379-0.
- mit Hans Bäßler: Wegbegleiter im Diskurs / Musikhistorisches Kolloquium von Kollegen und Freunden Arnfried Edlers am 12. April 2003 Hochschule für Musik und Theater Hannover (= IfMpF-Monographie. Band 7). Institut für Musikpädagogische Forschung, Hannover 2004, ISBN 3-931852-70-9.
- Bemerkungen zur Bedeutung von Pausen als Spannungs- und Überraschungsmoment in der Instrumentalmusik um 1800. In: Charlotte Seither in Zusammenarbeit mit der Hochschule für Musik und Theater Hannover (Hrsg.): Tacet. Non tacet. Zur Rhetorik des Schweigens. Festschrift für Peter Becker zum 70. Geburtstag. Pfau, Saarbrücken 2004, ISBN 3-89727-265-2.
- Kürze als Problem für das Musikhören im frühen 19. Jahrhundert. In: Claudia Bullerjahn, H. Gembris, A. C. Lehmann (Hrsg.): Musik: gehört, gesehen und erlebt. Festschrift Klaus-Ernst Behne zum 65. Geburtstag (= IfMpF-Monografie. Band 12). IfMpF, Hannover 2005, ISBN 3-931852-69-5.
- mit Stefan Weiss (Hrsg.): Musik in und um Hannover. Peter Schnaus zum 70. Geburtstag (= IfMpF-Monographie. Nr. 14). Institut für Musikpädagogische Forschung der Hochschule für Musik und Theater Hannover, Hannover 2006, ISBN 3-931852-74-1.